# 洛比托
洛比托（葡萄牙語：Lobito）為安哥拉本吉拉省的一個市鎮，其名稱源自於洛比托灣，位於本吉拉北方約35公里，於1905年，洛比托被設為本吉拉鐵路於海岸的終點，此鐵路經盧市(Luau)至剛果民主共和國的加丹加，洛比托位於大西洋沿岸，人口約207957人，行政區內有149249人，為安哥拉第三大城及第二大港口。

## 歷史

### 葡萄牙統治時期
洛比托建立於沙嘴及開墾後的土地，有著長5公里的沙嘴所形成的灣澳，為非洲良港之一。葡萄牙行政機構於1843年建立舊市議會(concelho)，同年，Maria II建立此城，港口則完成於1903年，但至1928年本吉拉鐵路建成後才迅速發展，本吉拉鐵路連結葡屬安哥拉及比屬剛果。於葡萄牙統治時期，洛比托港為非洲最繁忙的港口之一，出口農產品，轉運來自比屬剛果及尚比亞的礦產，漁業、旅遊業及服務業亦佔有重要地位，洛比托嘉年華也聞名於葡屬安哥拉。

### 獨立後時期

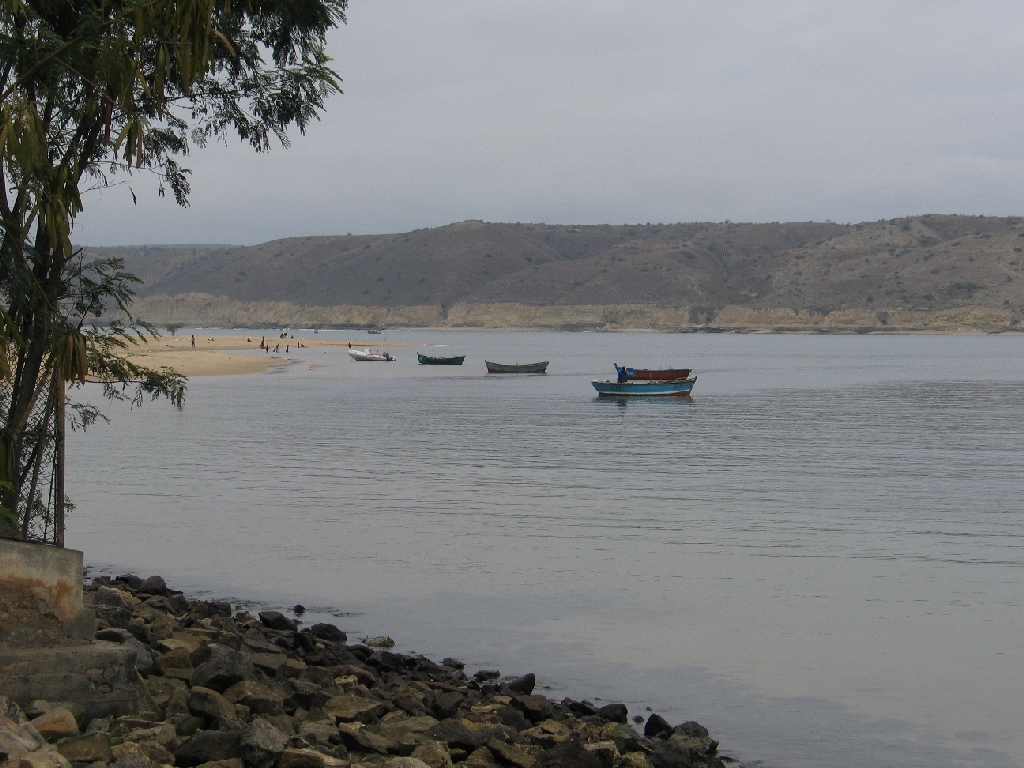
洛比托港的漁船

於1974年4月25日，在里斯本的康乃馨革命後，安哥拉獲得獨立，於安哥拉內戰時期(1975年-2002年)，鐵路安全性不足，連帶影響港口作業。隨著內戰結束，和平及安全性提升，港口於2000年代開始重建及發展，自2001年起，鐵路以可通至奎托，通行路段約500公里。

## 經濟

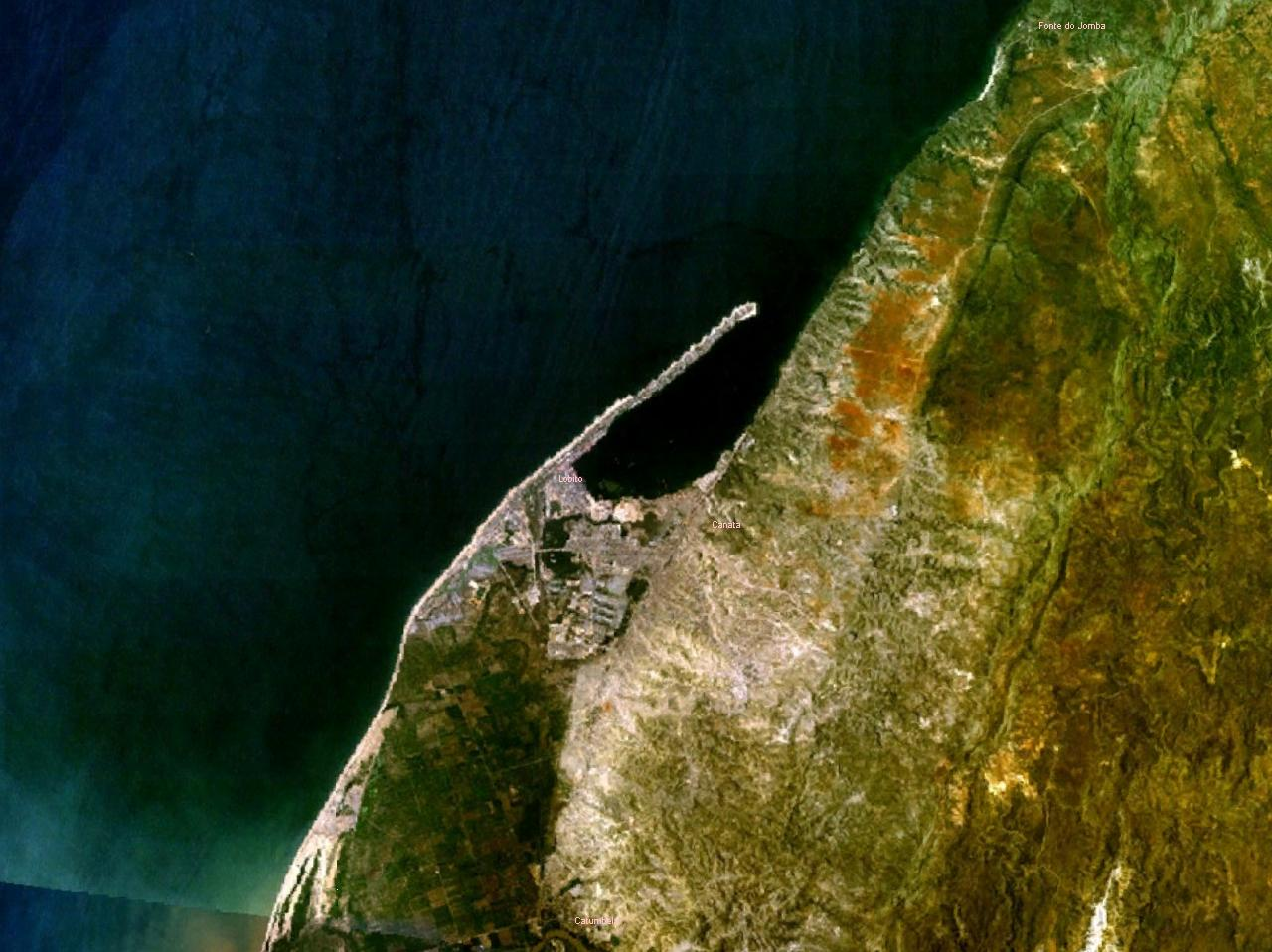
洛比托衛星圖

港口主要出口農產品和礦產品(玉米為出口產品，佔90％的出口值)。主要產業有石油精煉、造船、水泥製造及煙草製造廠及的海鹽提煉。而洛比托港為安哥拉南部主要港口，並轉運部分剛果民主共和國及尚比亞之商品。